# الكوكب المميز (كتاب)
الكوكب المميز: كيف يكون مكاننا في الكون مصمماً ليكتشف (بالإنجليزية: The Privileged Planet: How Our Place in the Cosmos is Designed for Discovery) كتاب صدر 2004 ألفه غييرمو غونزاليس و جي ريتشاردز وفيه قدمَ طرحاً بوجود دليل علمي على تصميم ذكي.
وقد تم تصوير فيلم بنفس عنوان الكتاب. وقد لقي الكتاب معارضين ومؤيدين ومن نتائجه قيام 130 من زملاء المؤلف في جامعة أيوا بكتابة عريضة في 2005 ترفض التصميم وتطالب بقية الأساتذة بذلك الموقف بعد صدور الكتاب 2004 ثم منع المؤلف من متابعة ترقيه في الجامعة.

## الفكرة الرئيسية
فكرة الكتاب الرئيسية أن الأرض مضبوطة بدقة فائقة للحياة من ناحية وبنفس الوقت مضبوطة بدقة لتسهل للإنسان طريق الاكتشاف العلمي.

## إضافة للكتاب
أضاف غونزاليز مؤخرًا حجة إضافية إلى مواضيع كتابه وهي فكرة أن الأرض مضبوطة بحيث تسمح بالسفر إلى الفضاء وهو أمر متعذر في الكواكب الصخرية المشابهة التي تمتلك كتلة أعلى من الأرض مما يجعل التخلص من الجاذبية بصواريخ الحمل صعبًا

## روابط خارجية
- موقع كتاب الكوكب المميز
- فلم الكوكب المميز